# クラウス・カルデモルゲン
クラウス・カルデモルゲン（Klaus Kaldemorgen、1953年9月14日 - ）はドイツのファンドマネジャー。エッセン生まれ。ヨハネス・グーテンベルク大学マインツ経済学部卒業。
1982年から、当初は年金のファンドマネジャーとしてDWS Investment GmbHでファンドマネジャーとして活躍。彼が1994より運用を担ったDWS Asset Management I (WKN 847652)（1970年設立）の良好なパフォーマンスもあり、1990年後半から注目される。また、1961年設立のDWS Akkumula (WKN 847402)の運用にも携わる。2003年よりDWSの取締役会に加わり、2006年から同社のスポークスマンとしても活動。2011年1月1日に自らその職を辞し、再びファンドマネジャーとして従事。2011年5月2日にDeutsche Concept Kaldemorgen (WKN DWSK00)を立ち上げる。2013年4月1日よりDWS I、及びDWS AccumulaはAndré Köttnerが運用している。
カルデモルゲンは、妻に先立たれており、二人の子供が居る。